# Juma Jabu
Juma Jabu (ur. 28 lutego 1988 w Dar es Salaam) – tanzański piłkarz występujący na pozycji lewego obrońcy.

## Kariera klubowa
Rajabu karierę rozpoczynał w 2007 roku w zespole Ashanti United FC. Grał tam przez rok. W 2008 roku odszedł do klubu Simba SC. W 2010 roku zdobył z nim mistrzostwo Tanzanii. Graczem Simby był przez 3 lata. W 2011 roku przeszedł do Moro United FC. Następnie był zawodnikiem takich klubów jak: Coastal Union FC (2012-2013), Ashanti United (2013-2014), Mwadui United FC (2014-2015), Kagera Sugar FC (2015-2017) i KMC FC (2017-2018).

## Kariera reprezentacyjna
W reprezentacji Tanzanii Jabu zadebiutował 15 grudnia 2004 roku w przegranym 0:2 meczu Pucharu CECAFA 2004 z Burundi, rozegranym w Addis Abebie. Do 2011 roku rozegrał w niej 34 mecze.